# Tesoro mio

Tesoro mio (également orthographié Tesoromio) est une  comédie romantique italienne réalisée par Giulio Paradisi sortie en 1979  basée sur la comédie  Chérie noire  de François Campaux,.

## Synopsis
Un dramaturge en manque de succès est trahi par sa concubine avec l'avocat qui finance ses productions. Un jour arrive à la maison un milliardaire de sang royal, à la recherche d'un premier emploi de domestique.

## Fiche technique
Titre :Tesoro mio
- Réalisation :	Giulio Paradisi
- Sujet :Francois Campaux
- Scénario : Leo Benvenuti, Piero De Bernardi, Paolo Brigenti
- Producteur : Franco Cristaldi, Nicola Carraro
- Photographie : Roberto D'Ettorre Piazzoli
- Montage : Mario Morra
- Musique : Mariano Detto
- Costumes : Danda Ortona
- Pays :  Italie
- Genre : Comédie
- Année : 1979
- Durée : 108 min

## Distribution
- Johnny Dorelli: Enrico Moroni
- Zeudi Araya: Tesoro Houaua
- Sandra Milo: Solange
- Renato Pozzetto: Pierluigi
- Enrico Maria Salerno: Roberto Manetta
- Carlo Bagno: Maggiordomo